# فنسنت ياربره
فنسنت ياربره (بالإنجليزية: Vincent Yarbrough)‏ مواليد 21 مارس 1981 في كليفلاند، هو لاعب كرة سلة أمريكي سابق. بدأ مسيرته الاحترافية في سنة 2002. تم اختياره من قبل فريق دنفر ناغتس خلال الدرافت. يحمل الرقم 3. يبلغ طوله 6 قدم 7 بوصة (2.0 م). اعتزل اللعب في 2010.

## المسيرة الاحترافية
لعب مع دنفر ناغتس في موسم 2002–2003، ثم لعب مع فيولا ريدجو كالابريا في الدوري الإيطالي في موسم 2005–2006، ثم لعب مع بروس باسكتس في الدوري الألماني في موسم 2006–2007، ثم لعب مع نيكار ريزن لودفيغسبورغ في موسم 2007–2008، ثم لعب مع تليكوم باسكتس بون في الدوري الألماني من سنة 2008 إلى 2010.

## روابط خارجية
- فنسنت ياربره على موقع إن بي أي (الإنجليزية)
- فنسنت ياربره على موقع سبورتس رفرنس (الإنجليزية)
- فنسنت ياربره على موقع كرة السلة الأوروبية.كوم (الإنجليزية)
- فنسنت ياربره على موقع كلية كرة السلة في سبورتس رفرنس.كوم (الإنجليزية)
- فنسنت ياربره على موقع ريلجم (الإنجليزية)
- فنسنت ياربره على موقع بروبوليرز (الإنجليزية)
- فنسنت ياربره على موقع سبورتس رفرنس (الإنجليزية)